# Línea 1 (Urbanos de Las Rozas de Madrid)
La línea 1 de la red de autobuses urbanos de Las Rozas de Madrid une la carretera de Majadahonda con la Urbanización Molino de la Hoz.

## Características
Esta línea une Las Rozas con la urbanización Molino de la Hoz. Desde el 12 de junio de 2017 también presta servicio a las urbanizaciones Entremontes y Monte Rozas.
La línea circula exclusivamente por el término municipal de Las Rozas de Madrid. Como bien se expresa en la numeración interna del CRTM, recibe el número 1127. El primer dígito corresponde a la línea, en este caso la línea 1. Y los últimos tres dígitos corresponden al municipio por el que circula, en este caso 127 corresponde al municipio de Las Rozas de Madrid.
La línea mantiene los mismos horarios todo el año (exceptuando las vísperas de festivo y festivos de Navidad).
Está operada por la empresa Auto Periferia mediante concesión administrativa del Consorcio Regional de Transportes de Madrid.

## Horarios
| Lunes a viernes laborables           | Lunes a viernes laborables           | Sábados laborables, domingos y festivos | Sábados laborables, domingos y festivos |
| Ctra. Majadahonda > Molino de la Hoz | Molino de la Hoz > Ctra. Majadahonda | Ctra. Majadahonda > Molino de la Hoz    | Molino de la Hoz > Ctra. Majadahonda    |
| 07:00                                | 07:00                                | 08:45                                   | 08:00                                   |
| 07:45                                | 07:45                                | 10:15                                   | 09:30                                   |
| 08:30                                | 08:30                                | 11:45                                   | 11:00                                   |
| 09:15                                | 09:15                                | 13:15                                   | 12:30                                   |
| 10:00                                | 10:00                                | 14:45                                   | 14:00                                   |
| 10:45                                | 10:45                                | 16:15                                   | 15:30                                   |
| 11:30                                | 11:30                                | 17:45                                   | 17:00                                   |
| 12:15                                | 12:15                                | 19:15                                   | 18:30                                   |
| 13:00                                | 13:00                                | 20:45                                   | 20:00                                   |
| 13:45                                | 13:45                                | 22:20                                   | 21:40                                   |
| 14:30                                | 14:30                                |                                         |                                         |
| 15:15                                | 15:15                                |                                         |                                         |
| 16:00                                | 16:00                                |                                         |                                         |
| 16:45                                | 16:45                                |                                         |                                         |
| 17:30                                | 17:30                                |                                         |                                         |
| 18:15                                | 18:15                                |                                         |                                         |
| 19:00                                | 19:00                                |                                         |                                         |
| 19:45                                | 19:45                                |                                         |                                         |
| 20:30                                | 20:30                                |                                         |                                         |
| 21:15                                | 21:15                                |                                         |                                         |
| 22:00                                | 22:00                                |                                         |                                         |
| 22:45                                | 23:20                                |                                         |                                         |

## Recorrido y paradas

### Sentido Molino de la Hoz
| Código | Parada                                     | Común con                               | Conexión con Cercanías |
| ------ | ------------------------------------------ | --------------------------------------- | ---------------------- |
| 12304  | Ctra. Majadahonda - Biblioteca             | 621 623 624A                            |                        |
| 13036  | Pza. Madrid - Est. Las Rozas               | 2 621 622 623 624 626                   | Las Rozas              |
| 06133  | Av. Doctor Toledo - Colegio                | 2 561 561A 561B 620 621 622 623 624 626 |                        |
| 11088  | Av. Constitución - Ayuntamiento            | 2 561 561A 561B 620 621 622 623 624 626 |                        |
| 09333  | Comunidad Castilla-La Mancha - Burgocentro | 2 561 561A 561B 621 622 624 626 633     |                        |
| 06173  | Comunidad Castilla-La Mancha - Av. España  | 2 561 561A 561B 622 626                 |                        |
| 06138  | Av. España - Comunidad Castilla y León     | 2 621 624 629                           |                        |
| 15703  | Av. España - Parque París                  | 2 629                                   |                        |
| 15803  | Comunidad Aragón - Comunidad La Rioja      | 2 629                                   |                        |
| 06150  | Ctra. M505 - Urb. La Chopera               | 661 661A 662 667                        |                        |
| 11379  | Chueca - Valera                            |                                         |                        |
| 11378  | Guridi - Urb. La Chopera                   |                                         |                        |
| 09816  | Aristóteles - Polideportivo                | 2 620 625 628                           |                        |
| 09818  | Aristóteles - Centro de Salud              | 2 620 625 628                           |                        |
| 15212  | Aristóteles - Av. Atenas                   | 628                                     |                        |
| 15214  | Av. Lazarejo - Santolina                   | 628                                     |                        |
| 19895  | Kálamos - Av. Lazarejo                     |                                         |                        |
| 19897  | Kálamos - Centro Municipal                 |                                         |                        |
| 06152  | Camino Real - Urb. Molino de la Hoz        | 661 661A 662 667                        |                        |
| 11553  | Camino Real - Hotel                        | 662                                     |                        |
| 11555  | Cº Real - Residencial Montesa              | 662                                     |                        |
| 11557  | Cº Real - Zona Escolar                     | 662                                     |                        |
| 11558  | Cº Real - Cetrería                         | 662                                     |                        |
| 11560  | Cº Real - Águila Real                      | 662                                     |                        |

### Sentido Las Rozas
| Código | Parada                              | Común con                               | Conexión con Cercanías |
| ------ | ----------------------------------- | --------------------------------------- | ---------------------- |
| 11560  | Cº Real - Águila Real               | 662                                     |                        |
| 11559  | Cº Real - Cetrería                  | 662                                     |                        |
| 11556  | Cº Real - Zona Escolar              | 662                                     |                        |
| 11554  | Cº Real - Residencial Montesa       | 662                                     |                        |
| 11552  | Camino Real - Hotel                 | 662                                     |                        |
| 06161  | Ctra. M-505 - Urb. Molino de la Hoz | 661 661A 662 667                        |                        |
| 19898  | Kálamos - Centro Municipal          |                                         |                        |
| 19896  | Kálamos - Av. Lazarejo              |                                         |                        |
| 15213  | Av. Lazarejo - Santolina            | 628                                     |                        |
| 15211  | Aristóteles - Av. Atenas            | 2 620 625 628                           |                        |
| 09819  | Aristóteles - Centro de Salud       | 2 620 625 628                           |                        |
| 09817  | Aristóteles - Polideportivo         | 2 620 625 628                           |                        |
| 11379  | Chueca - Valera                     |                                         |                        |
| 11378  | Guridi - Urb. La Chopera            |                                         |                        |
| 06163  | Ctra. M-505 - Urb. La Chopera       | 661 661A 662 667                        |                        |
| 15805  | Av. Gerard Nevers - Ctra. M505      | 629                                     |                        |
| 09556  | Comunidad La Rioja - Pza. Francia   | 2 621 624                               |                        |
| 06142  | Comunidad La Rioja - Serv. Sociales | 2 621 624                               |                        |
| 18088  | Comunidad Madrid - Burgocentro      | 2 620 621 623 624 627                   |                        |
| 06145  | Av. Iglesia - Real                  | 2 561 561A 561B 620 621 622 623 624 626 |                        |
| 06146  | Pza. Madrid - Ctra. Coruña          | 2 621 623 624 626                       | Las Rozas              |
| 06147  | Ctra. Majadahonda - Biblioteca      | 621 623 624 624A                        |                        |